# Cerro del Águila
El Cerro del Águila es una montaña ubicada en el estado de Oaxaca, México, se localiza en los municipios de Tlaxiaco, Santa Cruz Nundaco, San Esteban Atatlahuca y San Miguel el Grande; tiene una altura de 3,380 m s. n. m.
Destaca la importancia en cuanto a la vegetación presente, ya que constituye la
última gran extensión relativamente conservada de bosques templados de pino-encino, rodeadas de tierra agrícolas.